# Joseph Fielding Smith
Joseph Fielding Smith (* 19. Juli 1876 in Salt Lake City, Utah; † 2. Juli 1972 ebenda) war der 10. Präsident der Kirche Jesu Christi der Heiligen der Letzten Tage.

## Leben
Smith war der Sohn von Joseph F. Smith und seiner Frau Julina Lambson. Er wuchs in einer polygamen Familie auf. Er heiratete Louie E. Shurtliff am 26. April 1898 und wurde unmittelbar danach als Missionar nach England berufen. Nach Josephs Rückkehr 1901 hatte das Ehepaar zwei Kinder. Louie starb 1908 und Joseph heiratete Ethel G. Reynolds, mit der er neun Kinder hatte. Sie starb 1937 und Joseph heiratete Jessie Ella Evans am 12. April 1937 (Sie starb 1971).
Nach seiner Mission wurde Joseph Fielding Smith 1901 von der Kirche als Geschichtsschreiber und Berichtsführer angestellt.
1910 berief ihn sein Vater Joseph F. Smith ins Kollegium der Zwölf Apostel. 1939 bereiste Smith die Missionen in Europa und beaufsichtigte den Abzug der Missionare unmittelbar vor Ausbruch des Krieges. Als Apostel und Präsident des Salt-Lake-Tempels schlug er kurz nach dem Zweiten Weltkrieg die Übersetzung der Tempelzeremonie ins Spanische vor. Viele Jahrzehnte war Smith Präsident der Genealogischen Gesellschaft von Utah.

## Seine Präsidentschaft
Nach dem Tod von David O. McKay wurde Joseph Fielding Smith am 23. Januar 1970 im Alter von 93 Jahren als Präsident der Kirche ordiniert und eingesetzt. Während seiner Präsidentschaft fanden die ersten Gebietskonferenzen statt, um das Wachstum der Kirche in Gebieten außerhalb Utahs zu berücksichtigen. Unter seiner Weisung wurden die englischsprachigen Zeitschriften der Kirche vereinheitlicht und künftig gab es noch Ensign (allgemeine Kirchenzeitschrift), New Era (für Jugendliche) und Friend (für Kinder) unter koordinierter Redaktion.